# Neutralità carbonica
La neutralità carbonica, in climatologia e in materia di politica climatica, all'interno di un dato perimetro è uno stato di equilibrio tra le emissioni di anidride carbonica (CO₂) di origine antropica e la loro rimozione dall'atmosfera da parte dell'uomo o a causa sua.
Poiché la differenza tra i gas emessi e quelli estratti è pari a zero, la neutralità carbonica viene anche definita zero emissioni nette (ZEN) o zero netto.
La rimozione dei gas serra dall'atmosfera, definita "neutralità climatica", riguarda principalmente, ma non solo, l'anidride carbonica, nota anche come emissioni negative. Generalmente si distingue tra metodi utilizzati dall'uomo per ripristinare, salvaguardare o migliorare la capacità di assorbimento dei serbatoi di carbonio naturali (foreste, suoli e oceani) e metodi che coinvolgono la tecnologia, chiamati "tecnologie a emissioni negative" (TEN).

## Definizioni
Il Gruppo intergovernativo sul cambiamento climatico (IPCC), nel Rapporto speciale sul Riscaldamento globale di 1,5 °C pubblicato nel 2018, definisce la neutralità carbonica come la «situazione in cui le emissioni nette di CO₂ di origine antropica sono compensate a livello globale dalle rimozioni di CO₂ di origine antropica in un determinato periodo».
Per raggiungere la neutralità carbonica, alcuni parlano di "compensazione" delle emissioni residue con rimozioni equivalenti di CO₂ dall'atmosfera, il termine "compensare" viene quindi utilizzato in un senso differente da quello sotteso al concetto di "compensazione di carbonio", nel senso di finanziare un'iniziativa per ridurre le emissioni, o rimuovere la CO₂ dall'atmosfera, al di fuori dell'ambito che mira alla neutralità carbonica.

## Storia
Prima che l'accordo Accordo di Parigi (2015) vi facesse riferimento, il concetto di neutralità carbonica era ampiamente utilizzato da attori non statali per designare l'obiettivo delle loro iniziative di compensazione carbonica.
La compensazione carbonica consiste nel bilanciare le proprie emissioni di CO₂ finanziando progetti di riduzione delle emissioni o di rimozione di CO₂ dall'atmosfera da parte di terzi quando non è possibile ridurre le proprie emissioni o è più economico effettuare un riduzione equivalente altrove.
L'articolo 2 della Convenzione quadro delle Nazioni Unite sui cambiamenti climatici (UNFCCC), precedentemente aveva proposto come la necessità di stabilizzare la concentrazione di CO₂ in atmosfera.
Il concetto di neutralità carbonica si è affermato una volta stabilito che l'aumento della temperatura media era direttamente collegato all'accumulo di emissioni di CO₂ di origine antropica, pertanto, per non superare un determinato aumento delle temperature non si deve superare una certa quantità di CO₂ emessa dall'inizio della rivoluzione industriale. È quindi essenziale che le emissioni nette siano pari a zero.
Questo collegamento è specificato dall'IPCC nel suo "Rapporto speciale sul Riscaldamento globale di 1,5 °C" del 2018.
In un rapporto pubblicato nel maggio 2019, l'Associazione francese delle imprese per l'ambiente (EpE), che riunisce molti gruppi aziendali quotati al CAC 40 di Parigi, costituita nel 1992 in occasione del Summit della Terra di Rio de Janeiro, ritiene che la neutralità carbonica entro il 2050 sia ancora possibile, senza declino economico e in buone condizioni di vita, ma a condizione che tutti gli attori si impegnino, insieme e subito.
Il 12 dicembre 2020, nel quinto anniversario dell'Accordo di Parigi, il segretario generale delle Nazioni Unite António Guterres ha avvertito che gli impegni presi dai paesi partecipanti alla COP21 di Parigi non erano sufficienti e non sono stati rispettati. Ha esortato tutti gli altri paesi a dichiarare lo stato di emergenza climatica sino al raggiungimento della neutralità carbonica.
Nel maggio 2021, l'Agenzia internazionale dell'energia (IEA) ha pubblicato il rapporto Net Zero by 2050, uno studio completo per dimostrare quali cambiamenti sarebbero necessari affinché il mondo raggiunga emissioni nette di carbonio pari a zero entro il 2050. Il rapporto confronta l'attuale stato delle cose con proiezioni corrispondenti ai cambiamenti suggeriti dallo stesso al fine di dimostrare un possibile percorso verso l'obiettivo della neutralità carbonica.
Nell'ambito del Green Deal europeo, il 30 giugno 2021 il Parlamento europeo e il Consiglio dell'Unione europea hanno approvato il regolamento 2021/1119 che «istituisce il quadro per il conseguimento della neutralità climatica» e che prevede un traguardo vincolante per i paesi dell'Unione europea di una riduzione netta interna delle emissioni di gas serra di almeno il 55% entro il 2030, rispetto ai livelli del 1990, e la neutralità climatica entro il 2050.
Il Patto per il clima di Glasgow, approvato alla COP26, al capitolo "Mitigazione" riconosce «che limitare il riscaldamento globale a 1,5 °C richiede riduzioni delle emissioni globali di gas a effetto serra in modo rapido, profondo e sostenibile, inclusa la riduzione globale delle emissioni di anidride carbonica del 45% entro il 2030 rispetto al livello del 2010 e fino allo zero netto intorno alla metà del secolo, così come significative riduzioni di altri gas serra».
In realtà non tutti i paesi hanno preso l'impegno di raggiungere la neutralità carbonica entro il 2050: la Cina aveva già segnalato che tale traguardo sarà raggiunto entro il 2060 e l'India entro il 2070.

## Questioni metodologiche
Il concetto di neutralità carbonica riguarda diverse interpretazioni e questioni metodologiche, soprattutto quando viene applicato su scale diverse (pianeta, Stato, territorio, azienda, prodotto, ecc.). Queste specifiche impongono di guardare con attenzione ai metodi adottati per valutare il reale impatto sul clima.
L'Organizzazione internazionale per la normazione (ISO) sta preparando una norma di applicazione volontaria sulla neutralità carbonica (ISO 14068), con l'ambizione di «promuovere una comprensione comune della neutralità del carbonio e dei metodi per contribuirvi, tra organizzazioni pubbliche e private». In attesa della norma ISO 14068, viene utilizzata la norma PAS 2060 approvata dal British Standards Institution a disposizione delle aziende per migliorarne le prestazioni nel campo della neutralità carbonica.

### Gas presi in considerazione
In senso stretto, e secondo la definizione dell'IPCC, la neutralità carbonica è riferita solo all'anidride carbonica (CO₂), ma è spesso usata per i gas serra definiti dal Protocollo di Kyoto: metano (CH4), protossido di azoto (N₂O), idrofluorocarburi (HFC), perfluorocarburi (PFC), esafluoruro di zolfo (SF6).
Se si includono i vari gas serra, le cui proprietà fisiche sono molto diverse, in particolare il loro tempo di vita e la loro efficienza radiativa, è necessario, per rendere comparabili le loro emissioni, tradurle a CO₂ equivalente (CO₂e). Per questo si considera il potenziale di riscaldamento globale (GWP) di ogni gas, il cui valore dipende dalla durata considerata. Per esempio, il GWP del metano varia da semplice a triplo, a seconda che si consideri cosa accadrà nei prossimi cento o vent'anni.

### Serbatoi di carbonio
Le modalità di contabilizzazione dei serbatoi di carbonio naturali sono complesse e possono differire da paese a paese. In particolare, è spesso difficile, se non impossibile, distinguere tra naturali e antropici le emissioni e gli assorbimenti legati all'uso del suolo e delle foreste.
Per superare questa difficoltà, l'UNFCCC ha deciso di considerare come antropiche tutte le emissioni e gli assorbimenti che avvengono su terreni dichiarati "gestiti", sebbene questi siano in parte naturali e considerati tali nei bilanci del carbonio dell'IPCC.
D'altra parte, è ancora oggetto di discussione se tenere conto o meno del "carbonio blu", il carbonio biogenico immagazzinato negli ecosistemi marini e costieri (mangrovie, posidonie e zone umide costiere).

### Tecnologie a emissioni negative
A seconda dei casi, le "tecnologie a emissioni negative" (TEN) come la bioenergia con cattura e stoccaggio di anidride carbonica (BECCS) o la cattura diretta dell'aria (DAC), sono più o meno utilizzate negli scenari per raggiungere la neutralità carbonica.

### Integrazione della compensazione di carbonio
La compensazione di carbonio consiste nel compensare le proprie emissioni di CO₂ finanziando progetti per ridurre le emissioni di gas serra o rimuovere la CO₂ dall'atmosfera al di fuori del suo perimetro. Questo problema si pone in particolare per la neutralità carbonica di un'azienda o di un ente locale, per i quali solo raramente sono possibili emissioni negative. Ma occorre prestare attenzione affinché i progetti che danno luogo all'emissione di crediti di carbonio non vengano conteggiati sia nel Paese che li emette sia nel Paese che li acquista.

### Perimetro delle emissioni contabilizzate
Quando si punta alla neutralità carbonica per una città, una regione o un paese, generalmente si adotta l'approccio "territoriale", cioè solo le emissioni o gli assorbimenti che avvengono in un determinato territorio. Altri sostengono un approccio "impronta" che tenga conto del contenuto di carbonio delle importazioni e sottragga quello delle esportazioni, per conciliare l'impronta di carbonio dei prodotti e servizi consumati in quel territorio.
La questione del perimetro si pone anche per un prodotto, un evento o un'azienda: quali sono le emissioni da conteggiare? Solo emissioni dirette o anche emissioni indirette (per esempio, a monte e a valle di un prodotto)?

### Metodologia di calcolo
I calcoli delle emissioni e degli assorbimenti di gas serra possono anche divergere sui fattori di emissione utilizzati o sulle ipotesi di calcolo adottate (ammortamento degli investimenti per una società, chiavi di allocazione per un prodotto, ecc.).

## Attuazione

### Impostazione
A livello globale, raggiungere la neutralità carbonica significa prima quantificare le principali fonti di emissioni e i serbatoi di assorbimento, quindi mettere in atto piani per ridurre le emissioni e aumentare le emissioni negative. A un livello più ristretto (paese, territorio o azienda), talvolta si propone di integrare queste misure compensando le emissioni residue. Gli inventari e i piani d'azione devono essere aggiornati regolarmente.
Gli scenari per raggiungere la neutralità carbonica sono proposti da diverse organizzazioni:
- Emissioni nette pari a zero entro il 2050. Una tabella di marcia per il settore energetico globale (Net Zero by 2050: A Roadmap for the Global Energy Sector, 2021) dell'Agenzia internazionale dell'energia;[11]
- Net-zero 2050 della Fondazione europea per il clima;[25]
- Energy [R]evolution, 2015 di Greenpeace, Global Wind Energy Council e SolarPower Europe;[26]
- Progetto Drawdown (Project Drawdown, 2017).[27][28]

### Livello globale
Nel 2015 la neutralità carbonica è stata introdotta per la prima volta in un accordo internazionale, l'Accordo di Parigi sul clima, ed è elencata come obiettivo globale, senza tuttavia essere esplicitamente nominata («raggiungere un equilibrio tra le fonti di emissioni e gli assorbimenti antropogenici di gas a effetto serra»). In realtà si tratta di "neutralità climatica" perché il testo si riferisce ai gas serra e non solo alla CO₂.
Per raggiungere questo obiettivo, l'accordo prevede una serie di disposizioni, tra cui la presentazione di Contributi determinati a livello nazionale (NDC) che derivano dalla stesura volontaria di «strategie di sviluppo a lungo termine a basse emissioni di gas serra» e che vengono rivisti al rialzo ogni cinque anni a seguito di una valutazione collettiva.
Il "Rapporto speciale sul Riscaldamento globale di 1,5 °C", redatto dall'IPCC nel 2018, valuta le traiettorie delle emissioni, coerenti con un aumento della temperatura media entro il 2100 a 1,5 °C o inferiore a 2 °C rispetto ai livelli preindustriali e indica l'anno in cui si prevede di raggiungere la neutralità carbonica (p. 14):
- per rimanere al di sotto di 1,5 °C, le emissioni nette di CO₂ antropogeniche devono diminuire del 45% entro il 2030 rispetto al livello del 2010 e scendere a zero entro il 2050;
- per non superare i 2 °C devono scendere del 25% entro il 2030 rispetto al livello del 2010 e scendere a zero entro il 2075.

Sempre secondo l'IPCC, «i fattori determinanti delle emissioni di gas serra antropogenici sono principalmente la dimensione della popolazione, l'attività economica, lo stile di vita, il consumo di energia, le modalità di utilizzo del suolo, la tecnologia e la politica climatica».
Inoltre, molti Stati, territori, istituzioni, aziende, organizzatori di eventi si sono impegnati in un approccio di neutralità carbonica. Molte dichiarazioni, tuttavia, non corrispondono alla sua definizione o si limitano alla compensazione carbonica.

### Unione europea
Il 28 novembre 2018 la Commissione europea ha presentato la "Visione strategica europea" per raggiungere la neutralità carbonica nell'Unione europea entro il 2050 attraverso 7 scenari.
L'obiettivo di azzerare le emissioni nette di gas serra entro il 2050 è stato adottato il 14 marzo 2019 dal Parlamento europeo e approvato il 12 dicembre 2019 dal Consiglio europeo.
Il Consiglio europeo nel vertice del 10-11 dicembre 2020 ha approvato un obiettivo «vincolante di riduzione interna netta delle emissioni di gas a effetto serra di almeno il 55% entro il 2030 rispetto ai livelli del 1990».
Il 14 luglio 2021 la Commissione europea ha presentato il pacchetto per la «neutralità climatica» Fit for 55, composto da dodici direttive e regolamenti volti a ridurre le emissioni di carbonio dell'Unione Europea di almeno il 55% entro il 2030, un obiettivo essenziale per raggiungere la neutralità climatica entro il 2050:
- il mercato europeo delle emissioni (ETS), istituito nel 2005, sarà rafforzato dalla riduzione delle quote di emissione e dall'aumento del loro costo, e sarà esteso a settori sinora risparmiati, come quello marittimo e l'aviazione, mentre verrà introdotto un secondo mercato delle emissioni per l'edilizia e il trasporto su strada;[39]
- istituzione di un meccanismo di adeguamento del carbonio alle frontiere (CBAM) destinato ad aumentare il costo delle importazioni da paesi terzi meno rispettosi degli standard ambientali europei;[40]
- revisione della tassazione dell'energia renderà le fonti di energia rinnovabile più attraenti dei combustibili fossili; saranno inasprite varie norme ambientali, in particolare quelle per le emissioni delle automobili: il progetto presentato porterebbe alla fine delle vendite di veicoli diesel o benzina a partire dal 2035;
- istituzione di un regolamento per l'uso del suolo, cambiamento di uso del suolo e silvicoltura;
- riduzione dell'uso di energia.

### Cina
Il 22 settembre 2020, nel suo discorso all'Assemblea generale delle Nazioni Unite, il presidente cinese Xi Jinping ha annunciato che la Cina «mira a raggiungere il picco delle emissioni di CO₂ prima del 2030 e la neutralità carbonica entro il 2060». Concetto che lo stesso Xi Jinping ha confermato in un messaggio pre-registrato all'Assemblea generale delle Nazioni Unite il 21 settembre 2021.

### India
Il 1º novembre 2021, al vertice dei leader della COP26 di Glasgow, il primo ministro indiano Narendra Modi ha dichiarato che «l'India raggiungerà l'obiettivo di emissioni zero entro il 2070», promettendo che la produzione di energia da fonti rinnovabili sarà di 500 GW entro il 2030.

### Russia
Il 13 ottobre 2021, al Russian Energy Week il presidente russo Vladimir Putin ha annunciato che la Russia si adopererà per raggiungere la neutralità carbonica nella sua economia, «abbiamo fissato un obiettivo concreto, non oltre il 2060».

### Stati Uniti d'America
Gli Stati Uniti hanno comunicato all'UNFCCC i propri "Contributi determinati a livello nazionale" «fissando un obiettivo a livello economico di ridurre le proprie emissioni nette di gas serra del 50-52%, al di sotto dei livelli del 2005, nel 2030». Al vertice dei leader della COP26 di Glasgow, il presidente Joe Biden, nel segnalare il ritorno degli Stati Uniti all'Accordo di Parigi, ha comunicato «il taglio delle emissioni del 50% entro il 2030 [ed] emissioni zero entro il 2050».

### Stati per anno previsto di neutralità climatica

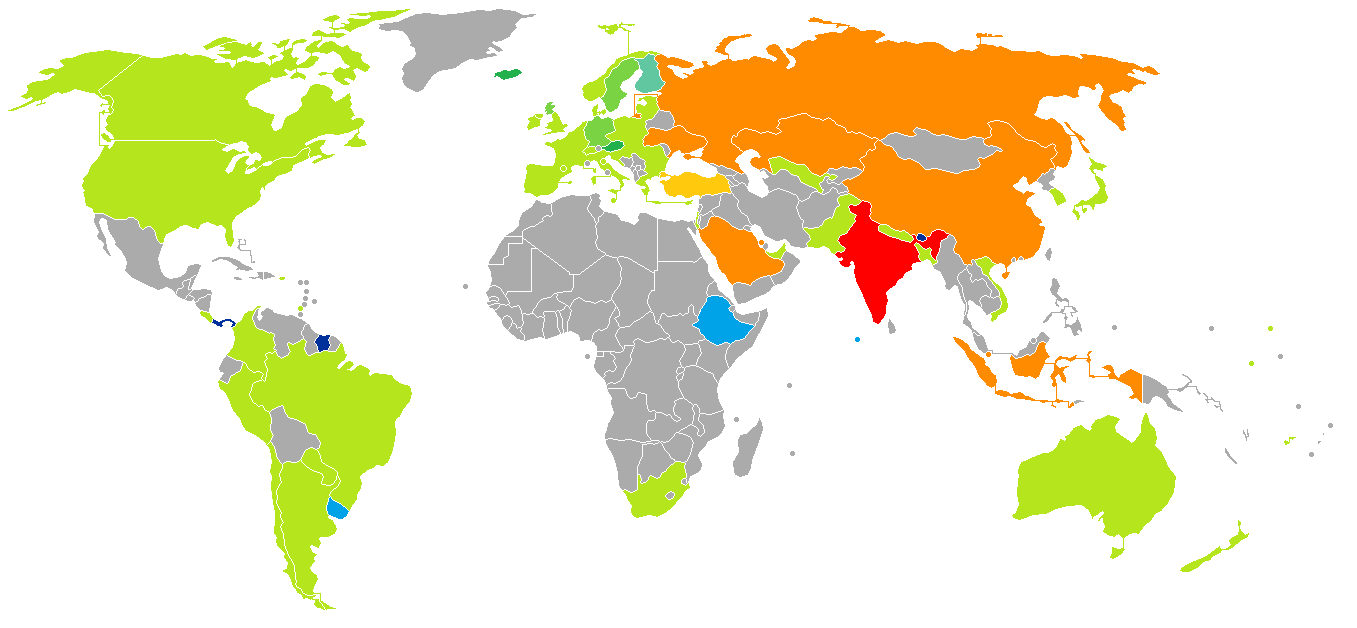
Stati per anno previsto di neutralità climatica (2022)
Neutralità climatica o negativa
2030
2035
2040
2045
2050
2053
2060
2070
Non conosciuta o non dichiarata

Neutralità climatica o negativa
     2030
     2035
     2040
     2045
     2050
     2053
     2060
     2070
     Non conosciuta o non dichiarata

## Emissioni negative
A seconda delle definizioni, delle metodologie e dei perimetri adottati per la neutralità carbonica, possono essere applicati diversi metodi di rimozione dei gas serra dall'atmosfera e sono spesso raggruppate sotto il termine di tecnologie a emissioni negative e si basano o sulla capacità di assorbimento di CO₂ da parte degli ecosistemi naturali (foreste, suoli e oceani) oppure su tecnologie per l'estrazione dell'anidride carbonica dall'aria.
Nel primo caso la CO₂ viene immagazzinata nelle biomasse, nel secondo caso viene immagazzinata nel sottosuolo, nel terreno o negli oceani. Secondo il rapporto dell'IPCC del 2018, nello scenario meno sfavorevole, tra il 2018 e il 2100 dovranno essere estratte dall'atmosfera tra 100 e 1 000 miliardi di tonnellate di CO₂ («da due a venti volte il totale annuo attuale delle emissioni globali di gas serra»).
Le opzioni naturali includono l'imboschimento e il rimboschimento, la gestione dell'agricoltura e delle foreste favorevoli allo stoccaggio del carbonio nel suolo, il ripristino o l'istituzione di zone umide o praterie con elevate capacità di stoccaggio del carbonio.
Hanno il vantaggio di essere generalmente meno costose delle opzioni tecnologiche e realizzabili a breve termine, ma hanno il limite di non essere irreversibili (incendi boschivi, deforestazione, riduzione delle scorte in caso di siccità, ecc.); sono raggruppate in inventari nazionali o internazionali con il termine "Uso del suolo, cambiamento di uso del suolo e silvicoltura".
Le "tecnologie a emissioni negative" (TEN) più citate:
- "bioenergia con cattura e stoccaggio di anidride carbonica" (BECCS), consistente nell'assorbimento naturale di CO₂ atmosferica da parte di alberi o piante durante la loro crescita, seguito dal loro utilizzo per la produzione di energia in un impianto che cattura la CO₂ dai fumi della combustione per immagazzinarla nel sottosuolo (cattura e sequestro del carbonio, CCS));
- un'altra combinazione è l'assorbimento di CO₂ da parte degli alberi abbinato allo stoccaggio sotto forma di materiale legnoso per l'edilizia;
- "cattura diretta e stoccaggio di anidride carbonica" (DACCS), che consiste nell'estrarre la CO₂ dall'atmosfera utilizzando assorbenti liquidi o solidi e immagazzinarla nel sottosuolo;
- "degradazione forzata", spargimento sui suoli agricoli di alcuni tipi di rocce finemente frantumate in grado di assorbire CO₂;
- "fertilizzazione degli oceani", con dispersione di solfato di ferro per favorire lo sviluppo del fitoplancton.

Alcune di queste tecnologie possono essere assimilate alla geoingegneria, con forti incertezze sulle loro conseguenze, sul loro costo e sul loro potenziale di attuazione.
In una ricerca pubblicata all'inizio del 2018, l'European Academies Science Advisory Council (EASAC) ha sottolineato che non esistono soluzioni miracolose, sia tra le opzioni naturali che quelle tecnologiche, ma che il loro studio e lo sviluppo di alcune di esse sarebbero necessarie per raggiungere gli obiettivi climatici. A causa del loro potenziale limitato e dei rischi associati, la priorità nella lotta al riscaldamento globale rimane la forte riduzione delle emissioni di gas serra.